# Балтага Костянтин Васильович
Костянти́н Васил́ьович Балтага — сержант Збройних сил України, учасник російсько-української війни.

## З життєпису
Механік-водій танкового взводу. 22 січня 2015-го під час виконання бойового завдання біля аеропорту «Донецьк» у складі своїх екіпажів сержант Балтага, командир танка старшина Анатолій Скрицький, солдат Володимир Суханін, навідник солдат Дмитро Тринога вели вогонь на ураження противника, пробиваючи кільце оточення для виходу українських підрозділів. Під час ведення бою з ладу вийшла гармата танка. Гармату силами екіпажу відновили, не припинивши бою. Старшина Скрицький, сержант Балтага та солдат Тринога були поранені, але не покинули бойових позицій.

## Нагороди
За особисту мужність і героїзм, виявлені у захисті державного суверенітету та територіальної цілісності України, вірність військовій присязі під час російсько-української війни
- нагороджений орденом «За мужність» III ступеня (27.1.2015).